# McLaren MP4-17
McLaren MP4-17 je McLarnov dirkalnik Formule 1, ki je bil v uporabi v sezonah 2002 in 2003, ko sta z njim dirkala Kimi Räikkönen in David Coulthard. V sezoni 2002 je Coulthard dosegel edino zmago sezona na Veliki nagradi Monaka, ob tem pa sta oba dirkača dosegla še devet uvrstitev na stopničke, kar je na koncu pomenilo tretje mesto v dirkaškem prvenstvu z 65-imi točkami. Ker se je dirkalnik McLaren MP4-18, ki je bil predviden za sezono 2003, izkazal za popolnoma zgrešenega, sta Coulthard in Räikkönen v sezoni 2003 natopala z izboljšano različico lanskega dirkalnika McLaren MP4-17D. Sezona se je začela sila obetavno, saj je Coulthard zmagal na prvi dirki sezone za Veliko nagrado Avstralije, Räikkönen pa na drugi dirki sezone za Veliko nagrado Malezije, toda to sta bili edini zmagi za McLaren v sezoni. Dirkača sta sicer dosegla še deset uvrstitev na stopničke, kar jima je na koncu prineslo tretje mesto v konstruktorskem prvenstvu z 142-imi točkami.

## Popolni rezultati Formule 1
(legenda) (Odebeljene dirke pomenijo najboljši štartni položaj)
| Leto | Moštvo  | Motor                                           | Gume | Dirkači         | 1   | 2   | 3   | 4   | 5   | 6   | 7   | 8   | 9   | 10  | 11  | 12  | 13  | 14  | 15  | 16  | 17  | Toč | Prv |
| ---- | ------- | ----------------------------------------------- | ---- | --------------- | --- | --- | --- | --- | --- | --- | --- | --- | --- | --- | --- | --- | --- | --- | --- | --- | --- | --- | --- |
| 2002 | McLaren | Mercedes FO110M 3.0 V10                         | M    |                 | AVS | MAL | BRA | SMR | ŠPA | AVT | MON | KAN | EU  | VB  | FRA | NEM | MAD | BEL | ITA | ZDA | JAP | 65  | 3.  |
| 2002 | McLaren | Mercedes FO110M 3.0 V10                         | M    | David Coulthard | Ret | Ret | 3   | 6   | 3   | 6   | 1   | 2   | Ret | 10  | 3   | 5   | 5   | 4   | 7   | 3   | Ret | 65  | 3.  |
| 2002 | McLaren | Mercedes FO110M 3.0 V10                         | M    | Kimi Räikkönen  | 3   | Ret | 12  | Ret | Ret | Ret | Ret | 4   | 3   | Ret | 2   | Ret | 4   | Ret | Ret | Ret | 3   | 65  | 3.  |
| 2003 | McLaren | Mercedes FO110M 3.0 V10 Mercedes FO110P 3.0 V10 | M    |                 | AVS | MAL | BRA | SMR | ŠPA | AVT | MON | KAN | EU  | FRA | VB  | NEM | MAD | ITA | ZDA | JAP |     | 142 | 3.  |
| 2003 | McLaren | Mercedes FO110M 3.0 V10 Mercedes FO110P 3.0 V10 | M    | David Coulthard | 1   | Ret | 4   | 5   | Ret | 5   | 7   | Ret | 15  | 5   | 5   | 2   | 5   | Ret | Ret | 3   |     | 142 | 3.  |
| 2003 | McLaren | Mercedes FO110M 3.0 V10 Mercedes FO110P 3.0 V10 | M    | Kimi Räikkönen  | 3   | 1   | 2   | 2   | Ret | 2   | 2   | 6   | Ret | 4   | 3   | Ret | 2   | 4   | 2   | 2   |     | 142 | 3.  |